# Калішковиці-Каліські
Калішковиці-Каліські (пол. Kaliszkowice Kaliskie) — село в Польщі, у гміні Мікстат Остшешовського повіту Великопольського воєводства.
Населення — 864 особи (2011).
У 1975-1998 роках село належало до Каліського воєводства.

## Демографія
Демографічна структура станом на 31 березня 2011 року:
|          | Загалом | Допрацездатний вік | Працездатний вік | Постпрацездатний вік |
| -------- | ------- | ------------------ | ---------------- | -------------------- |
| Чоловіки | 452     | 97                 | 309              | 46                   |
| Жінки    | 412     | 77                 | 238              | 97                   |
| Разом    | 864     | 174                | 547              | 143                  |